# Ginásio Aécio de Borba
O Aécio de Borba é um ginásio localizado na cidade de Fortaleza, Ceará, no bairro Benfica, Utilizado principalmente para a prática do futsal. Seu nome é uma homenagem a Aécio de Borba Vasconcelos, o cearense presidente da Confederação Brasileira de Futebol de Salão desde sua fundação, em 1979.
Pertencente à Prefeitura Municipal de Fortaleza, gerenciado através da Secretaria Municipal de Esporte e Lazer - SECEL, é um equipamento direcionado para o futsal cearense. 
Historicamente vem sendo utilizado pelo Sumov Atlético Clube e outras entidades esportivas, sociais, culturais e institucionais, promotoras de eventos com e sem fins lucrativos. 
O Ginásio sedia as principais competições estaduais e nacionais, como o Campeonato Cearense de Futsal e a Liga Brasileira de Futsal. Tem capacidade para 2.500 pessoas.